# 高聲國際
高聲國際有限公司 (除牌時0342.HK) ，由80年代高啟興創立，當時主要生產及銷售電子產品業。後來因為發生財政問題，於是在1999年公司先生岑少雄進行大規模收購，並進行重組成為新海能源，並取代上市。

## 連結
- 新海能源集團有限公司 WEBB-SITE.COM